# Lago Swan
Lago Swan Es un lago artificial ubicado en el Jardín Botánico de Singapur, en el país asiático del mismo nombre.
El lago está situado en la entrada de la Avenida Tyersall de los jardines dentro del Núcleo Tanglin, y es uno de los lugares más conocidos en los terrenos del jardín. Como su nombre indica, la denominación del lago se ha inspirado en los cisnes que habitan en el mismo. La pareja de cisnes fue importada de Ámsterdam.
Añadido a los jardines en 1866, el lago tiene una superficie de unos 15.000 m² (1,5 ha). El lago fue cerrado para realizar mejoras en 2003, y fue terminado en abril de 2005.